# واژه سال
کلمه سال به مهمترین کلمه(ها) یا اصطلاح یک سال خاص اشاره دارد.

## انجمن گویش آمریکایی
از سال ۱۹۹۱، انجمن گویش‌های آمریکایی (ADS) یک یا چند کلمه یا اصطلاح را به عنوان «کلمه سال» در ایالات متحده تعیین کرده‌است.
- ۲۰۰۰ Chad (paper)
- ۲۰۰۱ ۹–۱۱
- ۲۰۰۲ جنگ‌افزار کشتارجمعی
- ۲۰۰۳ متروسکشوال
- ۲۰۰۴ ایالت‌های آبی و ایالت‌های قرمز
- ۲۰۰۵ Truthiness
- ۲۰۰۶ Plutoed
- ۲۰۰۷ وام درجه دو
- ۲۰۰۸ نجات مالی
- ۲۰۰۹ توییت
- ۲۰۱۰ نرم‌افزار کاربردی
- ۲۰۱۱ جنبش اشغال
- ۲۰۱۲ هشتگ[۱]
- ۲۰۱۳ 'زیرا'[۲]
- ۲۰۱۴ جان سیاه‌پوستان مهم است[۳]
- ۲۰۱۵ Singular they[۴]
- ۲۰۱۶ Dumpster[۵]
- ۲۰۱۷ خبررسانی جعلی[۶]
- ۲۰۱۸ Detention of children[۷]
- ۲۰۱۹ Preferred gender pronoun[۸]